# Kenya a 2004. évi nyári olimpiai játékokon
Kenya a görögországi Athénban megrendezett 2004. évi nyári olimpiai játékok egyik részt vevő nemzete volt. Az országot az olimpián 4 sportágban 46 sportoló képviselte, akik összesen 7 érmet szereztek.

## Érmesek
| Érem  | Versenyző           | Sportág  | Versenyszám          |
| ----- | ------------------- | -------- | -------------------- |
| Arany | Ezekiel Kemboi      | Atlétika | Férfi 3000 m akadály |
| Ezüst | Bernard Lagat       | Atlétika | Férfi 1500 m         |
| Ezüst | Brimin Kipruto      | Atlétika | Férfi 3000 m akadály |
| Ezüst | Isabella Ochichi    | Atlétika | Női 5000 m           |
| Ezüst | Catherine Ndereba   | Atlétika | Női maraton          |
| Bronz | Eliud Kipchoge      | Atlétika | Férfi 5000 m         |
| Bronz | Paul Kipsiele Koech | Atlétika | Férfi 3000 m akadály |

## Atlétika
Férfi
| Versenyző            | Versenyszám    | Előfutam      | Előfutam      | Előfutam      | Elődöntő | Elődöntő | Elődöntő | Döntő         | Döntő         |
| Versenyző            | Versenyszám    | Idő           | Hely.         | Össz.         | Idő      | Hely.    | Össz.    | Idő           | Helyezés      |
| -------------------- | -------------- | ------------- | ------------- | ------------- | -------- | -------- | -------- | ------------- | ------------- |
| Victor Kibet         | 400 m          | nem ért célba | nem ért célba | nem ért célba | kiesett  | kiesett  | kiesett  | kiesett       | kiesett       |
| Vincent Mumo Kiilu   | 400 m          | 46,31         | 5.            | 37.           | kiesett  | kiesett  | kiesett  | kiesett       | kiesett       |
| Ezra Sambu           | 400 m          | 45,59         | 2.            | 17.*          | 45,84    | 7.       | 18.      | kiesett       | kiesett       |
| Wilfred Bungei       | 800 m          | 1:44,84       | 1.            | 2.            | 1:44,28  | 1.       | 1.       | 1:45,31       | 5.            |
| Joseph Mutua         | 800 m          | 1:45,65       | 1.            | 8.            | 1:45,54  | 3.       | 8.       | kiesett       | kiesett       |
| Michael Rotich       | 800 m          | 1:46,42       | 5.            | 24.           | kiesett  | kiesett  | kiesett  | kiesett       | kiesett       |
| Timothy Kiptanui     | 1500 m         | 3:37,71       | 2.            | 2.            | 3:41,04  | 3.       | 12.      | 3:35,61       | 4.            |
| Bernard Lagat        | 1500 m         | 3:39,80       | 2.            | 16.           | 3:35,84  | 2.       | 2.       | 3:34,30       |               |
| Isaac Songok         | 1500 m         | 3:38,89       | 5.            | 12.           | 3:37,10  | 7.       | 7.       | 3:41,72       | 12.           |
| Abraham Chebii       | 5000 m         | 13:22,30      | 5.            | 12.           |          |          |          | nem ért célba | nem ért célba |
| John Kibowen         | 5000 m         | 13:19,65      | 4.            | 4.            |          |          |          | 13:18,24      | 6.            |
| Eliud Kipchoge       | 5000 m         | 13:19,01      | 2.            | 2.            |          |          |          | 13:15,10      |               |
| Charles Kamathi      | 10 000 m       |               |               |               |          |          |          | 28:17,08      | 13.           |
| John Cheruiyot Korir | 10 000 m       |               |               |               |          |          |          | 27:41,91      | 6.            |
| Moses Mosop          | 10 000 m       |               |               |               |          |          |          | 27:46,61      | 7.            |
| Ezekiel Kemboi       | 3000 m akadály | 8:18,20       | 2.            | 5.            |          |          |          | 8:05,81       |               |
| Brimin Kipruto       | 3000 m akadály | 8:15,11       | 1.            | 1.            |          |          |          | 8:06,11       |               |
| Paul Kipsiele Koech  | 3000 m akadály | 8:24,68       | 3.            | 17.           |          |          |          | 8:06,64       |               |
| Paul Tergat          | Maraton        |               |               |               |          |          |          | 2:14:45       | 10.           |
| Eric Wainaina        | Maraton        |               |               |               |          |          |          | 2:13:30       | 7.            |

Női
| Versenyző         | Versenyszám | Előfutam | Előfutam | Előfutam | Elődöntő | Elődöntő | Elődöntő | Döntő         | Döntő         |
| Versenyző         | Versenyszám | Idő      | Hely.    | Össz.    | Idő      | Hely.    | Össz.    | Idő           | Helyezés      |
| ----------------- | ----------- | -------- | -------- | -------- | -------- | -------- | -------- | ------------- | ------------- |
| Faith Macharia    | 800 m       | 2:06,31  | 6.       | 34.      | kiesett  | kiesett  | kiesett  | kiesett       | kiesett       |
| Nancy Langat      | 1500 m      | 4:06,94  | 4.       | 19.      | 4:07,57  | 7.       | 15.      | kiesett       | kiesett       |
| Edith Masai       | 5000 m      | 15:01,92 | 5.       | 12.      |          |          |          | nem ért célba | nem ért célba |
| Isabella Ochichi  | 5000 m      | 14:55,69 | 4.       | 4.       |          |          |          | 14:48,19      |               |
| Jane Wanjiku      | 5000 m      | 15:14,57 | 9.       | 16.      |          |          |          | kiesett       | kiesett       |
| Selina Barsosio   | 10 000 m    |          |          |          |          |          |          | 32:14,00      | 17.           |
| Alice Timbilil    | 10 000 m    |          |          |          |          |          |          | 32:12,57      | 16.           |
| Lucy Wangui       | 10 000 m    |          |          |          |          |          |          | 31:05,90      | 9.            |
| Alice Chelangat   | Maraton     |          |          |          |          |          |          | 2:33:52       | 11.           |
| Catherine Ndereba | Maraton     |          |          |          |          |          |          | 2:26:32       |               |
| Margaret Okayo    | Maraton     |          |          |          |          |          |          | nem ért célba | nem ért célba |

* – egy másik versenyzővel azonos időt ért el

## Evezés
Férfi
| Versenyző        | Versenyszám  | Előfutam | Előfutam | Vigaszág | Vigaszág | Elődöntő | Elődöntő | Elődöntő | Döntő | Döntő   | Döntő | Helyezés |
| Versenyző        | Versenyszám  | Idő      | Hely.    | Idő      | Hely.    | Típus    | Idő      | Hely.    | Típus | Idő     | Hely. | Helyezés |
| ---------------- | ------------ | -------- | -------- | -------- | -------- | -------- | -------- | -------- | ----- | ------- | ----- | -------- |
| Ibrahim Githaiga | Egypárevezős | 8:13,33  | 4.       | 7:25,58  | 4.       | D/E      | 7:40,78  | 6.       | E     | 7:29,02 | 5.    | 29.      |

## Röplabda

### Női
| #    | Név               | Klub                      | Kor                              | Magasság |
| ---- | ----------------- | ------------------------- | -------------------------------- | -------- |
| 1    | Philister Jebet   | Indian Hills University   | 1984. szeptember 12. (19 évesen) | 185 cm   |
| 4    | Abigael Tarus     | Kenya Pipeline            | 1982. augusztus 26. (21 évesen)  | 175 cm   |
| 5    | Nancy Nyongesa    | Lugulu                    | 1987. június 18. (17 évesen)     | 175 cm   |
| 6    | Catherine Wanjiru | Kenya Pipeline            | 1978. augusztus 7. (26 évesen)   | 183 cm   |
| 7    | Janet Wanja       | Kenya Pipeline            | 1984. február 24. (20 évesen)    | 173 cm   |
| 9    | Dorcas Nakhomicha | Telekom Nairobi           | 1971. március 31. (33 évesen)    | 174 cm   |
| 11   | Roselidah Obunaga | Southwest Missouri        | 1973. december 23. (30 évesen)   | 180 cm   |
| 13   | Leonidas Kamende  | Kenya Pipeline            | 1979. augusztus 28. (24 évesen)  | 183 cm   |
| 14   | Violet Barasa     | Panhellenios              | 1975. június 21. (29 évesen)     | 178 cm   |
| 15   | Gladys Nasikanda  | Union University Bulldogs | 1978. július 25. (26 évesen)     | 182 cm   |
| 17   | Mercy Wesutila    | Kenya Pipeline            | 1976. március 8. (28 évesen)     | 153 cm   |
| 18   | Judith Serenge    | Kenya Pipeline            | 1976. január 21. (28 évesen)     | 155 cm   |
| Edző |                   |                           |                                  |          |
|      | Muge Kibet        |                           |                                  |          |

- Kor: 2004. augusztus 12-i kora

#### Eredmények
Csoportkör
A csoport
|                   |      | Mérkőzések | Mérkőzések | Szettek | Szettek | Szettek | Pontok | Pontok | Pontok |
| Csapat            | Pont | Gy         | V          | Sz+     | Sz–     | SzA     | P+     | P–     | PA     |
| ----------------- | ---- | ---------- | ---------- | ------- | ------- | ------- | ------ | ------ | ------ |
| Brazília (BRA)    | 10   | 5          | 0          | 15      | 2       | 7,500   | 410    | 326    | 1,258  |
| Olaszország (ITA) | 9    | 4          | 1          | 14      | 3       | 4,667   | 392    | 305    | 1,285  |
| Dél-Korea (KOR)   | 8    | 3          | 2          | 9       | 7       | 1,286   | 355    | 352    | 1,009  |
| Japán (JPN)       | 7    | 2          | 3          | 6       | 10      | 0,600   | 346    | 343    | 1,009  |
| Görögország (GRE) | 6    | 1          | 4          | 5       | 12      | 0,417   | 349    | 383    | 0,911  |
| Kenya (KEN)       | 5    | 0          | 5          | 0       | 15      | 0,000   | 236    | 379    | 0,623  |

| 2004. augusztus 14. 16:00 | Görögország (GRE)                | 3–0 | Kenya (KEN) | Béke és Barátság stadion, Pireusz Nézőszám: 2650 Játékvezető: Patricia Salvatore (USA), Ibrahim Al-Naama (QAT) |
| 2004. augusztus 14. 16:00 | (25–7, 25–22, 25–14) Jegyzőkönyv |     |             | Béke és Barátság stadion, Pireusz Nézőszám: 2650 Játékvezető: Patricia Salvatore (USA), Ibrahim Al-Naama (QAT) |

| 2004. augusztus 16. 09:00 | Kenya (KEN)                       | 3–0 | Brazília (BRA) | Béke és Barátság stadion, Pireusz Nézőszám: 500 Játékvezető: Karin Zahorcova (CZE), Umit Sokullu (TUR) |
| 2004. augusztus 16. 09:00 | (16–25, 27–29, 12–25) Jegyzőkönyv |     |                | Béke és Barátság stadion, Pireusz Nézőszám: 500 Játékvezető: Karin Zahorcova (CZE), Umit Sokullu (TUR) |

| 2004. augusztus 18. 11:50 | Dél-Korea (KOR)                   | 3–0 | Kenya (KEN) | Béke és Barátság stadion, Pireusz Nézőszám: 750 Játékvezető: Dejan Jovanovic (SCG), Karin Zahorcova (CZE) |
| 2004. augusztus 18. 11:50 | (25–16, 25–20, 25–19) Jegyzőkönyv |     |             | Béke és Barátság stadion, Pireusz Nézőszám: 750 Játékvezető: Dejan Jovanovic (SCG), Karin Zahorcova (CZE) |

| 2004. augusztus 20. 19:30 | Kenya (KEN)                       | 0–3 | Olaszország (ITA) | Béke és Barátság stadion, Pireusz Nézőszám: 4290 Játékvezető: Francisco Medina Guzman (CUB), Patricia Salvatore (USA) |
| 2004. augusztus 20. 19:30 | (17–25, 13–25, 14–25) Jegyzőkönyv |     |                   | Béke és Barátság stadion, Pireusz Nézőszám: 4290 Játékvezető: Francisco Medina Guzman (CUB), Patricia Salvatore (USA) |

| 2004. augusztus 22. 11:00 | Japán (JPN)                      | 3–0 | Kenya (KEN) | Béke és Barátság stadion, Pireusz Nézőszám: 2800 Játékvezető: Georgios Karampetsos (GRE), Umit Sokullu (TUR) |
| 2004. augusztus 22. 11:00 | (25–8, 25–17, 25–14) Jegyzőkönyv |     |             | Béke és Barátság stadion, Pireusz Nézőszám: 2800 Játékvezető: Georgios Karampetsos (GRE), Umit Sokullu (TUR) |

| Csapat      | Helyezés |
| ----------- | -------- |
| Kenya (KEN) | 11.      |

## Úszás
Férfi
| Versenyző | Versenyszám | Előfutam | Előfutam | Előfutam | Elődöntő | Elődöntő | Elődöntő | Döntő   | Döntő    |
| Versenyző | Versenyszám | Idő      | Hely.    | Össz.    | Idő      | Hely.    | Össz.    | Idő     | Helyezés |
| --------- | ----------- | -------- | -------- | -------- | -------- | -------- | -------- | ------- | -------- |
| Amar Shah | 100 m mell  | 1:10,17  | 3.       | 58.      | kiesett  | kiesett  | kiesett  | kiesett | kiesett  |

Női
| Versenyző | Versenyszám | Előfutam | Előfutam | Előfutam | Elődöntő | Elődöntő | Elődöntő | Döntő   | Döntő    |
| Versenyző | Versenyszám | Idő      | Hely.    | Össz.    | Idő      | Hely.    | Össz.    | Idő     | Helyezés |
| --------- | ----------- | -------- | -------- | -------- | -------- | -------- | -------- | ------- | -------- |
| Eva Donde | 50 m gyors  | 29,47    | 3.       | 57.      | kiesett  | kiesett  | kiesett  | kiesett | kiesett  |